# Daimler Truck
Daimler Truck Holding AG, abrégé en  Daimler Truck, est un groupe allemand de construction de poids-lourds : camions et autobus. Il est issu d'une scission de Daimler effective en décembre 2021.

## Histoire
Daimler Truck est créé en tant que filiale au sein de Daimler AG en 2019.
En février 2021, Daimler annonce la scission et l'introduction en bourse de ses activités dédiées aux véhicules industriels et son renommage en Mercedes-Benz Group. 

## Filiales
Daimler Truck commercialise des poids-lourds sous différentes marques dans le monde :

### Camions
- Mercedes-Benz
  - Unimog
- Freightliner
  - Western Star
  - Detroit Diesel Corporation
- Mitsubishi Fuso
- BharatBenz[4]

### Autobus
- Daimler Buses
  - Mercedes-Benz
  - Setra
- Thomas Built Buses

### Services financiers
- Daimler Truck Financial

## Direction de l'entreprise
| Portrait                       | Identité                     | Période           | Période | Durée |
| Portrait                       | Identité                     | Début             | Fin     | Durée |
| ------------------------------ | ---------------------------- | ----------------- | ------- | ----- |
| Martin Daum, 25 novembre 2023. | Martin Daum (d) (né en 1959) | 1er novembre 2019 |         |       |

| Portrait   | Identité                | Période           | Période | Durée |
| Portrait   | Identité                | Début             | Fin     | Durée |
| ---------- | ----------------------- | ----------------- | ------- | ----- |
| Joe Kaeser | Joe Kaeser (né en 1957) | 1er décembre 2021 |         |       |